# Vojenská diktatura v Uruguayi
Vojenská diktatura v Uruguayi byla zahájena vojenským státním převratem z června 1973, kdy prezident Juan María Bordaberry rozpustil parlament a začal vládnout s pomocí vojenské junty. Oficiálním zdůvodněním převratu byl boj proti marxistické guerille Tupamaros. V reakci komunistické odbory vyhlásily dvoutýdenní generální stávku, která skončila eliminací odborových předáků a zákazem odborů. Charakteristikami diktatury bylo porušování lidských práv, mučení, nucená zmizení a cenzura. Specifikem uruguayské diktatury bylo formální zachování civilního prezidenta, který byl formální hlavou státu. Hovoří se tak také o civilně-vojenské diktatuře.
Vojenská junta se připojila k operaci Kondor, ve které jihoamerické vojenské diktatury, s podporou Spojených států amerických, koordinovaly potírání levicové opozice. Výsledkem bylo potlačení veškerého dřívějšího politického života, včetně tradičních politických stran. Mnoho lidí bylo uvězněno a mučeno, zejména Uruguayci s levicovými sympatiemi. V roce 1984 propukla vlna demonstrací a generálních stávek. Téhož roku se konaly polosvobodné parlamentní volby a následně prezidentské volby, které dovršily demokratizační proces. Prvním demokraticky zvoleným prezidentem se v březnu 1985 stal Julio María Sanguinetti.

## Pozadí
V letech 1952 až 1967 Uruguay experimentovala s kolektivním prezidentstvím. V čele státu stanula devítičlenná Národní rada vlády. Šest členů vždy pocházelo z nejsilnější strany, tři členy dostaly opoziční strany. Tento model se ovšem ukázal jako neefektivní a vláda nebyla dostatečně akceschopná. Zemi současně sužovala ekonomická krize. V roce 1967 se proto Uruguay vrátila k tradičnímu modelu jednoho prezidenta. Zvolen byl Óscar Diego Gestido za stranu Colorado. Nicméně ten po šesti měsících ve funkci zemřel. K moci se tak dostal jeho viceprezident Jorge Pacheco Areco. Ten zakázal Uruguayskou socialistickou stranu a další malé levicové strany, zakázal levicový tisk, provedl čistku na univerzitách a omezil činnost odborů. Jeho represivní politika, pokračující ekonomická krize a růst inflace vedly ke společenskému pnutí. V reakci na toto vznikla krajně levicová guerilla Tupamaros. V roce 1968 Pacheco vyhlásil výjimečný stav. Znovu ho vyhlásil v roce 1970 poté, co Tupamaros unesli a zabili amerického bezpečnostního poradce Dana Mitrioneho, který režimní tajnou policii vyučoval v metodách boje proti povstalcům a ve využívání donucovacích prostředků během výslechů. Režim vytvořil speciální jednotky ESMACO, které měly elimitovat odboj. Tyto jednotky dostaly zcela volnou ruku. Další výjimečný stav byl vyhlášen v roce 1971, když Tupamaros unesli britského velvyslance Geoffreyho Jacksona. V září 1971 se Tupamaros podařil hromadný útěk z vězení, což vedlo k tomu, že Pacheco nařídil armádě jakkoliv porazit Tupamaros.
Mezi lety 1968 a 1971 se výdaje na armádu zdvojnásobily z 13,3 % státního rozpočtu na 26,2 %, zatímco výdaje na vzdělávání klesly z 24,3 % na 16 %.
Podle uruguayské ústavy nemohl žádný prezident sloužit dvě po sobě jdoucí funkční období. Pacheco se ovšem nechtěl vzdát moci a tak v době všeobecných voleb roku 1971 vypsal také referendum na změnu ústavy. Nicméně 70 % voličů bylo proti. Současně došlo ke spojení levicových organizací do koalice Široké fronty. Její lídr Líber Seregni dostal koalici ve volbách na třetí místo se ziskem 18 %. První se umístila strana Colorado, kterou vedl Juan María Bordaberry a která získala 40 %. Těsně za ní se umístila Národní strana, kterou vedl Wilson Ferreira Aldunate. V rámci systému všeobecných voleb byl prezidentem zvolen Juan María Bordaberry.
V dubnu 1972 Juan María Bordaberry vyhlásil stav „vnitřní války“ proti Tupamaros a výrazně omezil občanské svobody. V červneci 1972 byl přijat zákon o národní bezpečnosti, který umožnil soudit politické vězně před vojenskými soudy. Současně bylo armádě přiřknuto více pravomocí v rámci vlády. Do konce roku 1972 armáda za použití síly a mučení potlačila Tupamaros a zatkla jejich vůdce, Raúla Sendica. Parlament si schválil vyšetřovací komisi vůči obvinění armády ze zločinů proti lidskosti, ovšem armádní velitelé odmítli na vyšetřování spolupracovat. Naopak vyzvali Bordaberryho, aby vytvořil komisi, v níž usednou armádní velitelé a budou vyšetřovat korupci politiků. Následně požadovali převzetí kontroly nad policií.
Začátkem roku 1973 se Bordaberry pokusil převzít ztracenou kontrolu nad armádou jmenováním vysloužilého generála Antonia Franceseho na post ministra obrany. Proti tomu se postavili velitelé armády a letectva a vypověděli mu poslušnost. Armáda a letectvo následně vydaly prohlášení, ve kterém po vládě požadovaly reformy, které podle nich zaručí ekonomický růst, konec korupce a terorismu. Bordaberry ustoupil a v únoru 1973 přijal jejich požadavky. Armádní představitelé dostali ministerstva obrany, vnitra, financí a zahraničních věcí. Tím se de facto chopili kontroly nad státem.

## Historie

### Léta diktatury (1973–1979)

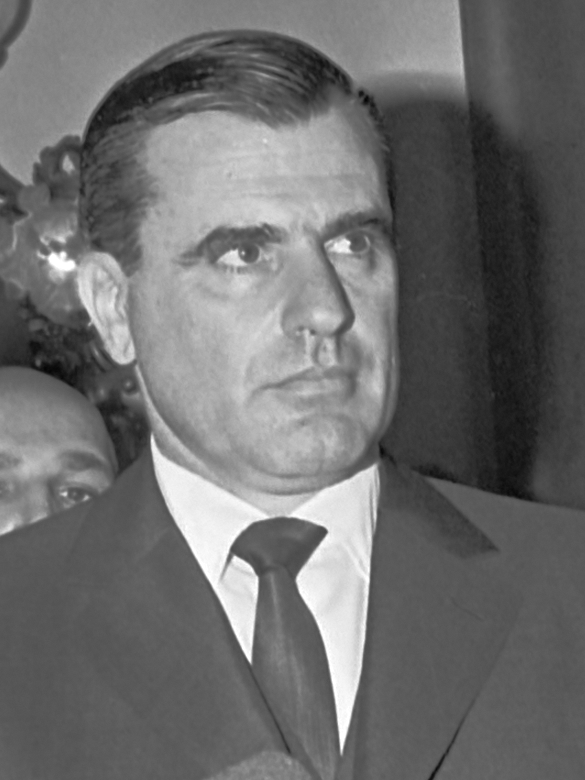
Uruguayský prezident Juan María Bordaberry (1971)

V červnu 1973 došlo k rozpuštění parlamentu. Bordaberry vytvořil novou Státní radu (COSENA), která byla obsazena příslušníky armády, letectva a námořnictva. Tím byl zahájen nový vojenský autoritářský režim, který čerpal inspiraci z vojenské diktatury v Brazílii. Stejně jako tam, i v Uruguayi usilovali o legitimizaci diktatury bojem proti komunismu v kontextu studené války. Roku 1976 vzniklo nové vládní těleso Rada národa, které zcela ovládla vojenská junta.
Sliby režimu o zlepšení ekonomiky byly zmařeny globální hospodářskou krizí způsobenou ropnou krizí v roce 1973. Uruguay si začala půjčovat peníze od mezinárodních věřitelů, zejména od USA. Otevření malé místní ekonomiky globálním korporacím a finančním institucím zničilo místní uruguayské firmy, které nebyly konkurenceschopné. Režim byl nucen si půjčovat ještě více a snižovat rozpočtové výdaje. Do roku 1981 dlužila země s třemi miliony obyvatel čtyři miliardy amerických dolarů.
Bordaberry se postupně stal ještě autoritářštějším než vojenští velitelé. V červnu 1976 navrhl novou korporativistickou ústavu, která by zcela zrušila politické strany a kodifikovala trvalou roli armády. To bylo dále, než chtěla zajít i armáda, a donutilo ho to rezignovat. Nahradil ho armádní letec kapitán Alberto Demicheli, který byl současně straníkem v Coloradu. Ten zrušil plánované volby, které se měly konat v roce 1976. Ve funkci vydržel ovšem jen tři měsíce. Jelikož odmítl podepsat zákon umožňující represe vůči politiků, byl odvolán a do funkce byl dosazen Aparicio Méndez, politik Národní strany.
Ministrem financí byl v letech 1974 až 1976 Alejandro Végh Villegas. Ten se snažil zlepšit ekonomiku podporou finančního sektoru a zahraničních investic. Výdaje na sociální služby byly sníženy a mnoho státních podniků bylo privatizováno. Ekonomika se nadále zhoršovala, do roku 1980 HDP klesl o 20 % a nezaměstnanost vzrostla na 17 %. Stát zasáhl a zachránil mnoho krachujících podniků a bank. Neschopnost režimu zlepšit ekonomiku dále oslabila jeho pozici.

### Postupný úpadek režimu (1980–1985)

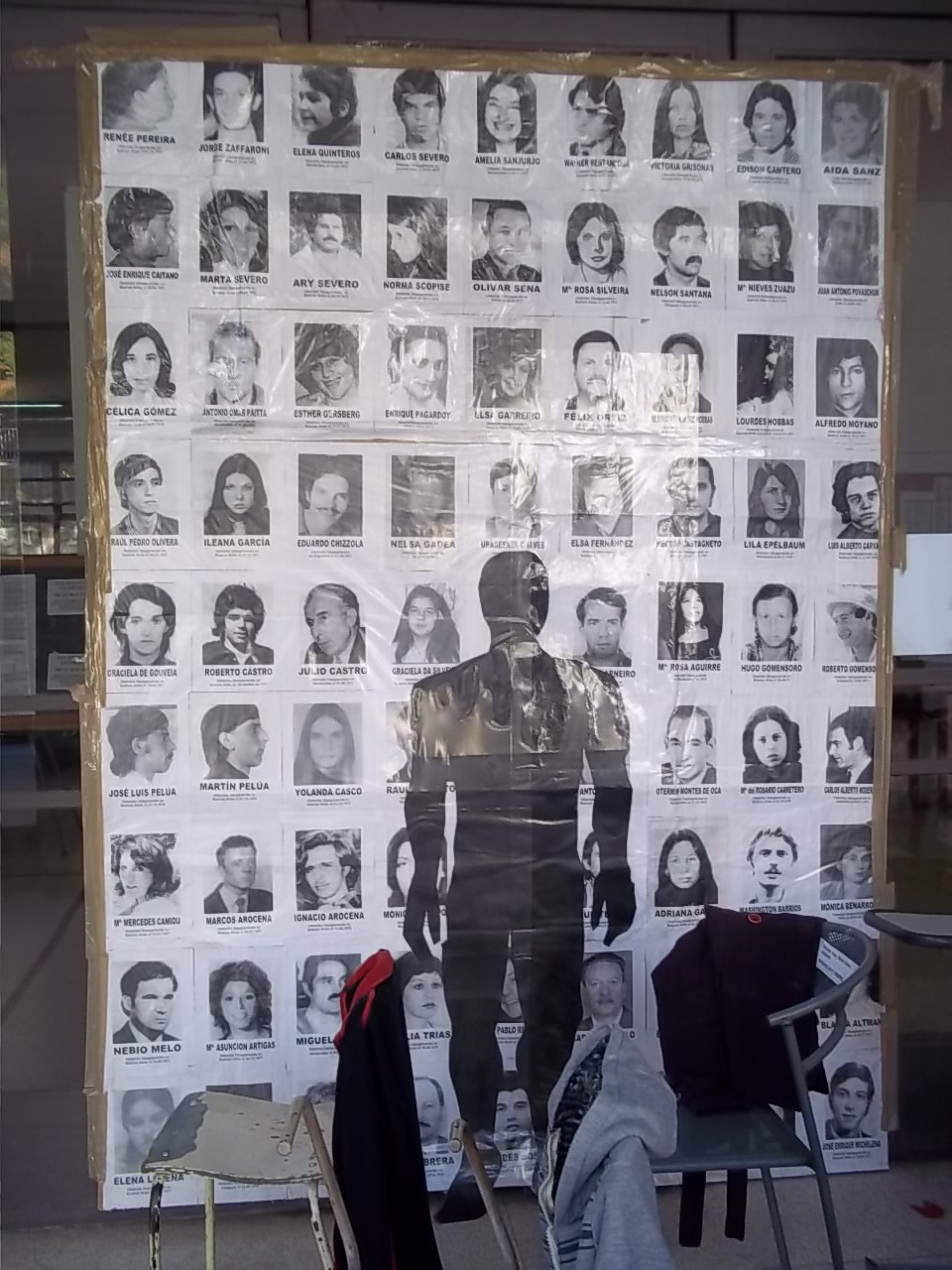
Plakát s fotografiemi zmizelých lidí během období diktatury

V srpnu 1977 ozbrojené síly oznámily svůj plán reorganizace uruguayské demokracie. Měly existovat pouze dvě tradiční strany, Blancos a Colorados, a prezident by byl volen z jediného předem schváleného kandidáta. V roce 1980 režim předložil svůj plán k hlasování v referendu. Režim šokovalo, že 57,2 % voličů návrh odmítlo. Hlasování znamenalo začátek vyjednávání o návratu k demokracii. Víra armády, že je třeba legitimizovat navrhovanou ústavu pořádáním skutečného referenda, namísto pouhého zfalšování výsledků hlasování, sama o sobě naznačovala, že demokracie v Uruguayi ještě není zcela mrtvá. Návrat k civilní vládě by navíc zbavil armádu odpovědnosti za chřadnoucí ekonomiku.
Dne 1. září 1981 se prezidentského úřadu ujal generál Gregorio Conrado Álvarez, který byl od roku 1973 tajemníkem Rady národní bezpečnosti a v letech 1978 až 1979 vrchním velitelem uruguayských ozbrojených sil. Zahájil jednání s civilními politiky o navrácení moci voleným zástupcům. Dne 7. června 1982 zákon umožnil tradičním politickým stranám (Blancos, Colorados a Občanská unie) obnovit jejich činnost, ale levicové strany zůstaly zakázány. Dne 28. listopadu se konaly volby, kterými byli zvoleni zástupci do sjezdů politických stran, od nichž se poté očekávalo, že vyberou nové lídry, kteří se poté budou moci zúčastnit prezidentských voleb v roce 1984.
V roce 1983 bylo dělníkům a odborům povoleno demonstrovat na svátek 1. května. Od května do července 1983 vedly politické strany a vojenští důstojníci jednání v hotelu Park bez jakýchkoli výsledků. 27. listopadu 1983 se v Montevideu konala masivní pouliční demonstrace, které se zúčastnilo přibližně 500 000 lidí zastupujících všechny politické strany, a stala se tak největší demonstrací v historii národa. Demonstrace byla armádou odsouzena jako součást podvratného marxistického spiknutí s cílem zničit demokracii vedeného Širokou frontou.
V roce 1984 proběhly stávky proti režimu a na podporu politických vězňů. 13. ledna 1984 byla zorganizována první 24hodinová generální stávka od roku 1973. Jednání mezi vojenským vedením a civilními politiky se zintenzivnila. Dne 3. srpna 1984 byl podepsán Pakt námořního klubu, který obnovil ústavu z roku 1967 a umožnil armádě poskytovat poradenství v bezpečnostních záležitostech a kontrolovat jmenování vyšších důstojníků. Armáda také obdržela všeobecnou amnestii za porušování lidských práv.
Dne 25. listopadu 1984 se konaly volby a po krátkém prezidentství Rafaela Addiega Bruna se 1. března 1985 novým prezidentem stal kandidát strany Colorado Julio María Sanguinetti. První Sanguinettiho administrativa po letech pod vojenskou nadvládou provedla ekonomické reformy a upevnila demokratizaci země. Sanguinetti však nikdy nepodpořil obvinění z porušování lidských práv a jeho vláda nestíhala vojenské představitele, kteří se dopouštěli represí a mučení proti Tupamaros nebo MLN. Místo toho se rozhodl podepsat zákon o amnestii, španělsky nazvaný „Ley de Amnistía“.
Během diktatury bylo z politických důvodů zatčeno více než 5000 lidí a téměř 10 % Uruguayců emigrovalo ze země. Mučení trvalo až do konce uruguayské diktatury v roce 1985. Uruguay měla nejvyšší počet politických vězňů na obyvatele na světě. Téměř 20 % populace bylo zatčeno na kratší či delší dobu. Vůdci MLN byli izolováni ve věznicích a opakovaně mučeni.

## Soudy
Amnestie nezabránila výzvám k stíhání osob, na které se vztahovala. V prosinci 2007 byl Gregorio Conrado Álvarez obžalován z porušování lidských práv během diktatury, v níž hrál významnou roli. Dne 22. října 2009 byl usvědčen a odsouzen k 25 letům vězení za 37 vražd a porušování lidských práv; u soudu se však kvůli nemoci nedostavil k vynesení rozsudku. Alvarez zemřel ve vězení 28. prosince 2016 ve věku 91 let.
Dne 5. března 2010 byl Juan María Bordaberry odsouzen k 30 letům vězení (maximální trest povolený uruguayským právem) za vraždu a za to, že byl duševním autorem únosů a zmizení politických odpůrců režimu. Bordaberry byl kvůli špatnému zdravotnímu stavu držen v domácím vězení a zemřel v roce 2011 ve věku 83 let.